# Маріт ван Ейпен
Маріт ван Ейпен  (нід. Marit van Eupen, 26 вересня 1969) — нідерландська веслувальниця, олімпійська чемпіонка.

## Виступи на Олімпіадах
| Олімпіада   | Дисципліна         | Місце |
| ----------- | ------------------ | ----- |
| Сідней 2000 | легка двійка парна | 6     |
| Афіни 2004  | легка двійка парна | 3     |
| Пекін 2008  | легка двійка парна | 1     |